# Le Roi singe 2
Série
Le Roi singe
(2014) Le Roi singe 3
(2018)
Pour plus de détails, voir Fiche technique et Distribution.
Le Roi singe 2 (chinois : 西游记之孙悟空三打白骨精 ; pinyin : xīyóujì zhī: sūn wùkōng sāndá báigǔ jīng ; litt. « La Pérégrination vers l'Ouest : Sun Wukong bas trois fois le démon d'os blanc ») est un film chinois réalisé par Soi Cheang, sorti en 2016.
C'est la suite du film Le Roi singe sorti en 2014. Il reprend dans son titre original, le titre d'un opéra filmé de 1960, réalisé par Yang Xiaozhong et Yu Zhongying, sorti en France sous la traduction « Le Roi des singes bat le démon de l'os blanc ».
Il est inspiré du classique de la littérature chinoise La Pérégrination vers l'Ouest.

## Synopsis
Sous la dynastie Tang, le prêtre Xuanzang est envoyé vers l'ouest pour récupérer les écritures saintes du Bouddhisme. Sur son chemin, Xuanzang libère par accident Sun Wukong, le Roi Singe, emprisonné depuis 500 ans. La virulence et la puissance du Roi Singe sont connues de tous. En aucun cas, il se soumettrait à un prêtre. Pourtant, dans un équilibre fragile, le Roi Singe se battra aux côtés de Xuanzang. Ce sera un combat à la recherche de la vérité et pour faire régner la paix.

## Fiche technique
- Titre original : 西游记之孙悟空三打白骨精, Xi you ji zhi: Sun Wukong san da Baigu Jing
- Titre français : Le Roi singe 2[1]
- Réalisation : Soi Cheang
- Scénario : Wen Ning
- Musique : Christopher Young
- Pays d'origine : Chine
- Format : Couleurs - 35 mm - 2,35:1 - Dolby Digital
- Genre : action, aventure et fantasy
- Durée : 119 minutes
- Date de sortie :
  -  Chine : 20 janvier 2016
  -  France : 10 février 2016[1]

## Distribution
- Aaron Kwok : Sun Wukong
- Gong Li : Baigu Jing, le démon Os-blanc
- Feng Shaofeng : Xuanzang, le moine
- Xiao Shen-Yang : Zhu Bajie, le démon cochon
- Him Law : Sha Wujing
- Fei Xiang : le roi
- Kelly Chen : Guanyin